# Debarca
Debarca (in macedone Дебарца?) è un comune rurale della Macedonia del Nord di 5 507 abitanti (dati 2002). La sede municipale si trova a Belčišta.

## Geografia fisica
Il comune confina con Drugovo a nord-est, con Demir Hisar a est, con Ocrida a sud e con Struga a ovest. Fa parte della regione statistica Sudoccidentale.
La maggior parte dei 30 villaggi del comune si annida tra i monti Karaorm e il monte Ilinska ad est.

## Società

### Evoluzione demografica
Secondo il censimento nazionale del 2002, Debarca ha 5 507 abitanti. I principali gruppi etnici sono:
- Macedoni: 5 324
- Albanesi: 153
- Altri: 30

## Località
Il comune è formato dall'unione dei seguenti centri abitati:
- Arbinovo
- Belčišta (sede del comune)
- Botun
- Brežani
- Velmej
- Volino
- Vrbjani
- Godivje
- Gorenci
- Gorno
- Sredorečie
- Grko Pole
- Dolno Sredorečie
- Zlesti
- Izdeglavje
- Klimeštani
- Laktinje
- Lešani
- Mešeišta
- Mramorec
- Novo Selo
- Ozdoleni
- Orovnik
- Pesočani
- Slatino
- Slatinski Čiflik
- Slivovo
- Sošani
- Trebeništa
- Turje
- Crvena Voda

## Fonti
Censimento macedone del 2002